# Etienne Halsdorf
Etienne Halsdorf (* 7. März 1999 in Granada, Spanien) ist ein luxemburgischer Schauspieler und Sprecher.

## Leben
Etienne Halsdorf wurde 1999 in Spanien geboren und wuchs in Luxemburg auf. Schon als Kind sammelte er erste Bühnenerfahrung im Kinder- und Jugendclub des Théâtre National du Luxembourg und im Conservatoire de la Ville. Ab 2012 hat er in mehreren internationalen Film- und Fernsehproduktionen mitgewirkt.
Sein Schauspiel-Studium am Max Reinhardt Seminar in Wien schloss er 2022 ab. Zudem spielte er in mehreren Theater-Produktionen mit.

## Ehrungen und Auszeichnungen
- 2023: Nominierung Romy 2023 „Entdeckung männlich“[3]

## Filmografie
- 2012: Schatzritter und das Geheimnis von Melusina
- 2020: Superhero (Kurzfilm)
- 2022: Tage, die es nicht gab (Fernsehserie)
- 2024: Biester (Fernsehserie)

## Theater
- 2020: Schwarzwasser, Burgtheater[4]
- 2023: Phädra in Flammen, Burgtheater